# Seeverns
Der Ort Seeverns ist ein Ortsteil der Gemeinde Butjadingen im Landkreis Wesermarsch.
Bis zur Gebietsreform 1974 gehörte Seeverns zur damals eigenständigen Gemeinde Langwarden. 

## Geschichte
Zur Bauerschaft Seeverns gehören Seevernser Wisch, Seevernser Mitteldeich, Bree, Rothenhahn, Pumpe, Sommergatt, Quersack und Dükerweg. Seeverns wurde 1558 zum ersten Mal auf einem Grabstein von einem „Ulrick Haiese to Seversen“ in Langwarden genannt. Im Jahr 1643 wurde die erste Schule gegründet, der erste Lehrer war Dierich Abbeken. Im Jahr 1855 hatte die Schule 33 Schüler, sie wurde im Jahr 1947 geschlossen. Bis 1967 gingen die Schüler daraufhin nach Langwarden, danach nach Tossens. Im Jahr 1793 gab es einen großen Brand. Der Ortsname Pumpe geht auf eine Pumpe zurück, die 1317 bei Hayenschloot verlorengegangenes Land während der Rückdeichung entwässerte.

## Demographie
| Jahr | Einwohner |
| ---- | --------- |
| 1737 | 133       |
| 1764 | 100       |
| 1785 | 105       |
| 1815 | 122       |
| 1855 | 171       |
| 1895 | 178       |
| 1925 | 151       |
| 1950 | 169       |
| 1961 | 137       |
| 1970 | 105       |
| 2002 | 55        |